# Pleasant Run
Pleasant Run és una concentració de població designada pel cens dels Estats Units a l'estat d'Ohio. Segons el cens del 2000 tenia 5.267 habitants.

## Demografia
Segons el cens del 2000, Pleasant Run tenia 5.267 habitants, 1.778 habitatges, i 1.477 famílies. La densitat de població era de 982,4 habitants/km².
Dels 1.778 habitatges en un 42,4% hi vivien nens de menys de 18 anys, en un 69% hi vivien parelles casades, en un 10% dones solteres, i en un 16,9% no eren unitats familiars. En el 15,1% dels habitatges hi vivien persones soles el 4,2% de les quals corresponia a persones de 65 anys o més que vivien soles. El nombre mitjà de persones vivint en cada habitatge era de 2,95 i el nombre mitjà de persones que vivien en cada família era de 3,26.
Per edats la població es repartia de la següent manera: un 29,3% tenia menys de 18 anys, un 7,7% entre 18 i 24, un 32% entre 25 i 44, un 24% de 45 a 60 i un 7% 65 anys o més.
L'edat mediana era de 34 anys. Per cada 100 dones de 18 o més anys hi havia 92,6 homes.
La renda mediana per habitatge era de 57.065 $ i la renda mediana per família de 60.305 $. Els homes tenien una renda mediana de 37.973 $ mentre que les dones 30.432 $. La renda per capita de la població era de 20.307 $. Aproximadament l'1,7% de les famílies i el 3% de la població estaven per davall del llindar de pobresa.

## Poblacions més properes
El següent diagrama mostra les poblacions més properes.